# جراح المدن من درعة إلى شيكاغو

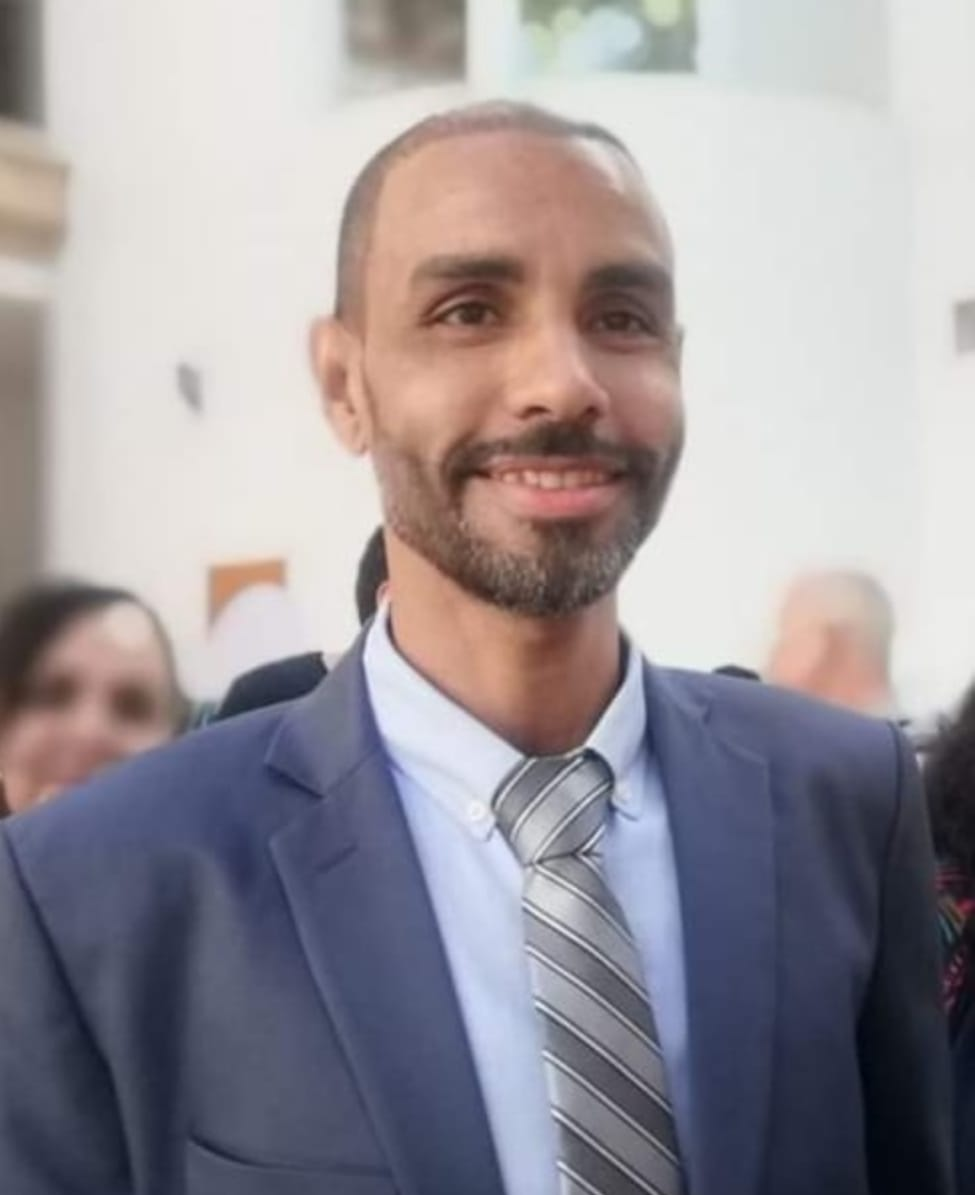
عبد العزيز الراشدي مؤلف جراح المدن

جراح المدن من درعة إلى شيكاغو هو كتاب رحلي للكاتب و القاص و الروائي عبد العزيز الراشدي ، صدر عن منشورات المتوسط- إيطاليا، و جاء الكتاب في 96 صفحة من القطع الوسط، و هو نص أدبي عميق في أدب الرحلات، يجمع بين التجربة الشخصية والاستكشاف الثقافي، حيث يتحرك بين أماكن عدة، من قريته «درعة» في المغرب، إلى مدن في عوالم أخرى مثل شيكاغو الأميركية، وبراغ التشيكية، وبلجيكا، وصولاً إلى القاهرة.
يلخص الكاتب الفكرة الأساسية لهذا للعمل السردي بأنه صدام الثقافة المحلية التي ينتمي إليها مع ثقافات أخرى.

## محتويات الكتاب
- رُفْقَة بيكاسو في شيكاغو
- مرايا الثعبان الحديدي
- رحلة إلى ممكلة بوهيميا
- بريد تافيلالت
- أيَّام في «أنتويرب»
- بين تزنيت وإفني: بريد الشاعر المنتحر
- القاهرة: غفوة الصيني
- شجون الرِّبَاط[5]

## ملخص الكتاب
هي رحلة استكشافية بنفس شخصي و تجربة ذاتية للمؤلف ، من شيكاغو بالولايات المتحدة الأمريكي إلى براغ بالتشيك ،و من بلجيكا إلى مكناس و الرباط وصولا الى القاهرة.
تحضر في الكتاب المفارقات العميقة بين الصحراء و الارض الخصب و بين الشمال و الجنوب ، لكن حتى داخل الشمال أيضا يقع التمايز بين فرنسا و الولايات المتحدة الأمريكية مثلا
كما تتضمن الرحلات مقارنات دائمة بين النظام و الفوضى و بين الفن و قلة الذوق و بين الخصب و الجدب و بين تمجيد الحياة و الارتكان إلى الموت
لا يرتكن الكتاب إلى الاعجاب و عقدة النقص أمام الغرب بل يستبطن نقدا عميقا أيضا للمصيرالذي اختاره الغرب لبلداننا في الجنوب و سعيه الدائم لابقاء الهوة .
في براغ يستعيد الكاتب ميلان كونديرا، ويتحدث عن الثيمات الثلاث:البطء و النسيان و الموت، كما نعيش في الكتاب أيضا نوعا من الحنين الى الماضي و الى الام و إلى القرية الصغيرة تنزولين بواحات درعة ، و الى الطفولة مقابل الحاضر البئيس .

## نقد الكتاب
يرى الكاتب عبد الرحيم الخصار أن الكتاب رغم صغر حجمه اهتمام دقيق بالتفاصيل التي قد لا تغري السياح والباحثين عن المعرفة الجغرافية، وينساق المؤلف خلف اللحظات الإنسانية والنفسية، متعقباً الوجوه والآثار في القرى والمدن التي زارها. غير أنه يكتب بنوع من التجرد، ودون الوقوع في فخ الانبهار، كما لا يحتكم صاحب الكتاب إلى كرونولوجيا معينة أو بناء سردي جاهز، بل يكتب بحرية . لذلك يعمد في الغالب من لحظاته السردية إلى سحب القارئ خارج المكان، والذهاب به إلى أمكنة وأزمنة أخرى، عبر استعادات لفصول من حياته في قرية الطفولة بالجنوب المغربي، أو عبر تقاطعات أخرى تمتد إليها الكتابة وفق نسق استطرادي يثري الحكي.
ينتقد الكاتب التباين بين الجنوب و الشمال دون الوقوع في فخ الانتقاص من الذات ،كما ينتقد ذاته أيضا كانعكاس جواني فردي لفعل تفرضه أنساق البنية الفوقية
يحاول عبد العزيز الراشدي اكتشاف العلاقة بين ثقافتين: ثقافة المدن الأكثر نشاطاً واكتظاظاً (الخارج) وثقافة الصحراء المنبسطة التي لا اتجاه لها والمتكورة على نفسها (الداخل). في (الخارج) يتعرف على نفسه أكثر، وفي (الداخل) يتعرف على الآخر أكثر، في عملية من التبادل الثقافي والإنساني العميق التي تتيحها تجربة التعرف على المكان، بما يعنيه ذلك من التعرف، في الوقت نفسه، على الناس والثقافة.

## اقتباسات
- في ماذا تفيد الكتب إذا لم تخترقنا و تغيرنا؟
- الحياة قصيرة ابق مستيقظا لأجلها.
- في بلداننا نتناقش بحدة و نضرب بالأيادي و الرصاص لإحساسنا بأن حسم نقاش ما سيؤدي إلى تغيير
- إذا كان اللـه غيـر موجـود، فلماذا تعذبنا الموسيقى؟ ولماذا يحترق قلبي الأبيض مثل الماء عندما أقرأ عن اغتصاب الأطفال؟ ولماذا ينتظم الكون هكذا ويسري غير عابئ  بالقصائـد والحكايـات وغيـر معـترف بالفـرق بـن حـرارة بلـدتي في  زاكورة وثلـج لايك فوريسـت بشـيكاغو؟ لا أسـمع منهـا جوابـاً.
- إنها تُشجع، فقط، على الشراء. لا يهمها الأثر، و لاالوظيفة، ولا الخدمـة. المهـم هـو دوائـر الرأسـمالية البغيضـة المهووسـة ببيـع كلِّ شيء و شراء كل شيء.
- لقـد تجـاوز النـاس الموت ، ووضعـوه في المتحف ليتحنـط، وخرجـوا للاحتفـاء بالحيـاة. أمـا نحـن، فنحتفـي بالموت في كلِّ مـكان، ونجعلـه رفيقنـا. إنـه في الـدار والمسجد والتلفزيـون و في حياتنـا اليوميـة. مـوت حقيقـي ومسـتعار أيضـاً.
- هل فقد النـاس عندنـا بوصلـة الحيـاة ولم  يعـد يهمهم غير الموت؟ هـل فقـدوا رابـط الحيـاة؟.

## أقرأ أيضا
- عبد العزيز الراشدي
- أدب الرحلات
- درعة
- 2023 في المغرب